# ملحه (روستا)
 ملحه به عربی ( اَلمَلحَة  )، روستایی است در ناحیهٔ (بلدة العامرة)، در وادی زهیر، ناحیهٔ غربی (المذیحرة)، از توابع استان لَحِج در کشور یمن در شبه جزیره عربستان.

## جمعیت
جمعیت آن (۱۴۱) نفر (۵ خانوار) می‌باشد.